# Chilo subbivittalis
Chilo subbivittalis là một loài bướm đêm trong họ Crambidae.